# Pseudegalicia tetrops
Pseudegalicia tetrops là một loài bọ cánh cứng trong họ Cerambycidae.